# Grozon
Pour la commune d'Ardèche, voir Saint-Barthélemy-Grozon.
Cet article possède un paronyme, voir Crozon.
Grozon est une commune française située dans le département du Jura, dans la région culturelle et historique de Franche-Comté et la région administrative Bourgogne-Franche-Comté.

## Géographie

### Géologie
Le territoire communal repose sur le bassin houiller keupérien de Haute-Saône.

### Climat
Pour des articles plus généraux, voir Climat de la Bourgogne-Franche-Comté et Climat du département du Jura.
En 2010, le climat de la commune est de type climat de montagne, selon une étude du Centre national de la recherche scientifique s'appuyant sur une série de données couvrant la période 1971-2000. En 2020, Météo-France publie une typologie des climats de la France métropolitaine dans laquelle la commune est exposée à un climat semi-continental et est dans la région climatique  Jura, caractérisée par une forte pluviométrie en toutes saisons (1 000 à 1 500 mm/an), des hivers rigoureux et un ensoleillement médiocre. 
Pour la période 1971-2000, la température annuelle moyenne est de 10,8 °C, avec une amplitude thermique annuelle de 17,6 °C. Le cumul annuel moyen de précipitations est de 1 229 mm, avec 13,3 jours de précipitations en janvier et 8,9 jours en juillet. Pour la période 1991-2020, la température moyenne annuelle observée sur la station météorologique de Météo-France la plus proche, « Colonne », sur la commune de Colonne à 9 km à vol d'oiseau, est de 11,7 °C et le cumul annuel moyen de précipitations est de 1 170,0 mm. 
La température maximale relevée sur cette station est de 40,3 °C, atteinte le 7 août 2003 ; la température minimale est de −18 °C, atteinte le 12 janvier 1987,,. 
Les paramètres climatiques de la commune ont été estimés pour le milieu du siècle (2041-2070) selon différents scénarios d'émission de gaz à effet de serre à partir des nouvelles projections climatiques de référence DRIAS-2020. Ils sont consultables sur un site dédié publié par Météo-France en novembre 2022.

## Urbanisme

### Typologie
Au 1er janvier 2024, Grozon est catégorisée commune rurale à habitat dispersé, selon la nouvelle grille communale de densité à sept niveaux définie par l'Insee en 2022.
Elle est située hors unité urbaine. Par ailleurs la commune fait partie de l'aire d'attraction de Poligny, dont elle est une commune de la couronne,. Cette aire, qui regroupe 22 communes, est catégorisée dans les aires de moins de 50 000 habitants,.

### Occupation des sols
L'occupation des sols de la commune, telle qu'elle ressort de la base de données européenne d’occupation biophysique des sols Corine Land Cover (CLC), est marquée par l'importance des territoires agricoles (86,2 % en 2018), une proportion sensiblement équivalente à celle de 1990 (86,6 %). La répartition détaillée en 2018 est la suivante : 
terres arables (38,2 %), zones agricoles hétérogènes (25,8 %), prairies (20,1 %), forêts (12 %), cultures permanentes (2,1 %), zones urbanisées (1,8 %). L'évolution de l’occupation des sols de la commune et de ses infrastructures peut être observée sur les différentes représentations cartographiques du territoire : la carte de Cassini (XVIIIe siècle), la carte d'état-major (1820-1866) et les cartes ou photos aériennes de l'IGN pour la période actuelle (1950 à aujourd'hui).

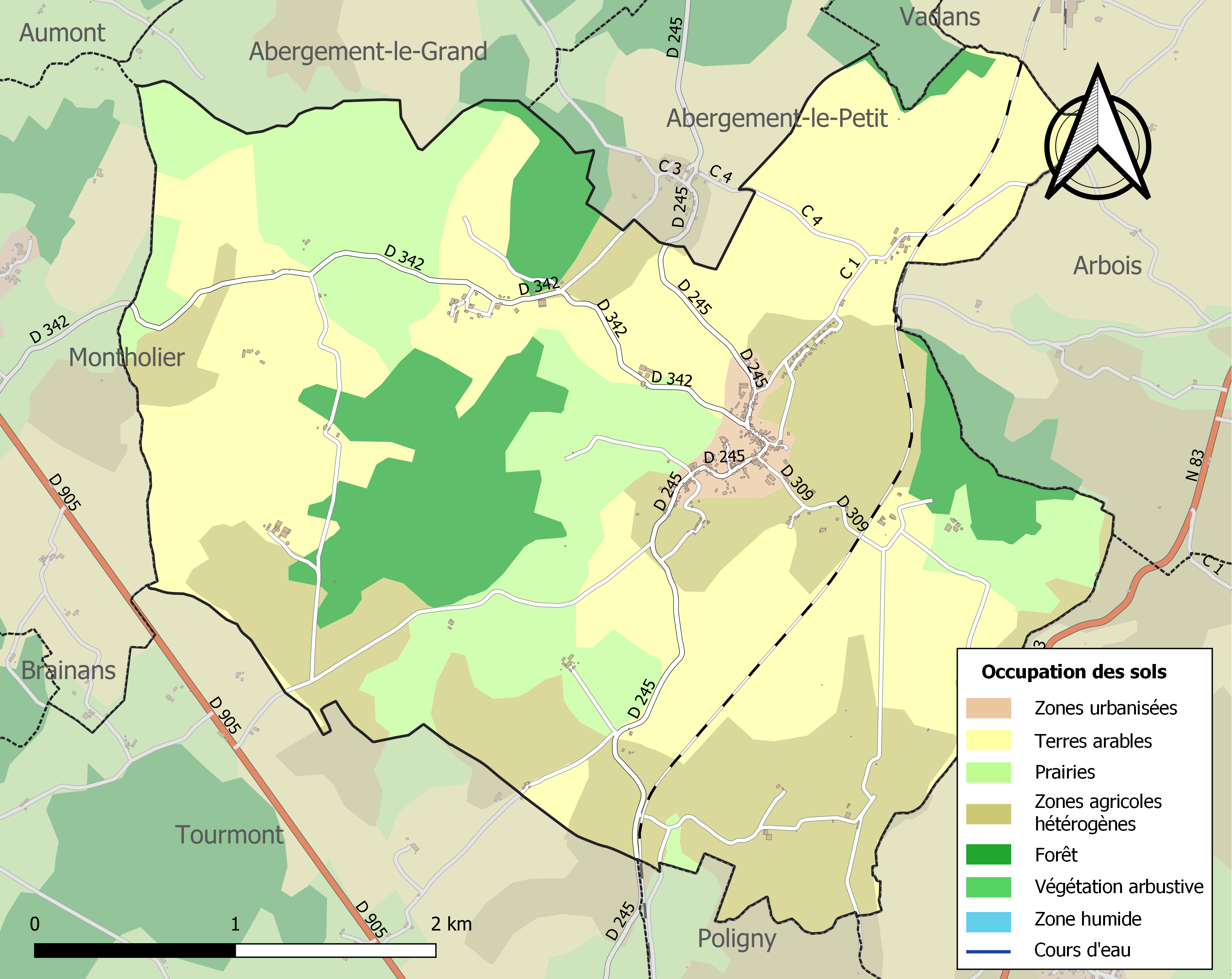
Carte des infrastructures et de l'occupation des sols de la commune en 2018 (CLC).

## Histoire

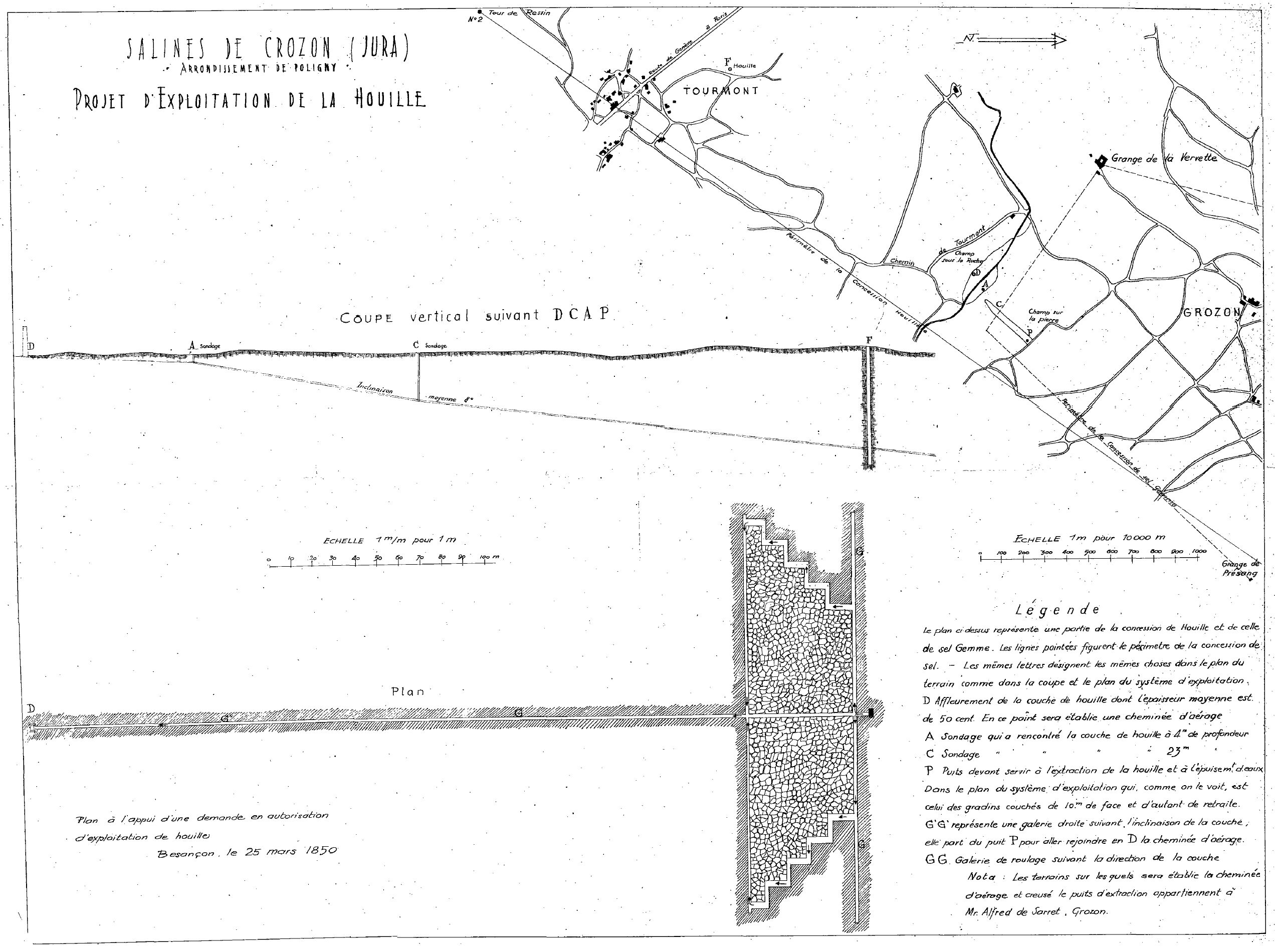
Plan à l'appui d'une demande en autorisation d'une exploitation de houille par les salines de Grozon.

Des mines sont exploitées sur le territoire des communes de Grozon et de Tourmont de 1845 à 1944 pour le charbon et du VIIe au XXe siècle pour le sel. L'exploitation du charbon sur place pour l'évaporation de la saumure permet à la compagnie de diminuer le coût de revient du sel.

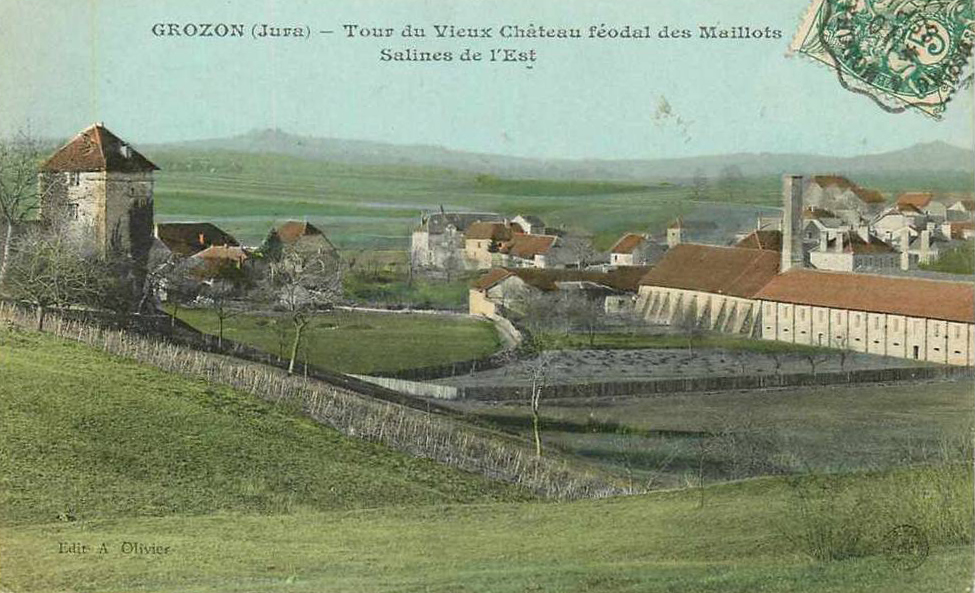
La saline et le château au début du XXe siècle.

## Héraldique
| Blason de Grozon | Blason  | Coupé émanché d'or sur azur. |
| Blason de Grozon | Détails | Adopté.                      |

## Politique et administration

### Tendances politiques et résultats

#### Élections Présidentielles
Le village de Grozon place en tête à l'issue du premier tour de l'élection présidentielle française de 2017, Jean-Luc Mélenchon (LFI) en tête avec 27,95 % des suffrages. Mais lors du second tour, Emmanuel Macron (LaREM) est en tête avec 58,71 %.

#### Élections Régionales
Le village de Grozon place la liste "Notre Région Par Cœur" menée par Marie-Guite Dufay, présidente sortante (PS) en tête, dès le 1er tour des élections régionales de 2021 en Bourgogne-Franche-Comté, avec 29,81 % des suffrages. Lors du second tour, les habitants décideront de placer de nouveau la liste de "Notre Région Par Cœur" menée par Marie-Guite Dufay, présidente sortante (PS) en tête, avec cette fois-ci, près de 61,46 % des suffrages. Très loin devant les autres listes menées par Julien Odoul (RN) en seconde position avec 16,67 %, Gilles Platret (LR), troisième avec 15,63 % et en dernière position celle de Denis Thuriot (LaREM) avec 6.25 %. Il est important de souligner une abstention record lors de cette élection qui n'ont pas épargné le village de Grozon avec lors du premier tour 65.62 % d'abstention et au second, 68,14 %.

#### Élections Départementales
Le village de Grozon faisant partie du Canton de Bletterans place le binôme de Philippe Antoine (LaREM) et Danielle Brulebois (LaREM), en tête, dès le 1er tour des Élections départementales de 2021 dans le Jura, avec 59,41 % des suffrages. Lors du second tour, les habitants décideront de placer de nouveau le binôme de Philippe Antoine (LaREM) et Danielle Brulebois (LaREM), en tête, avec cette fois-ci, près de 79,57 % des suffrages. Devant l'autre binôme menée par Josiane Hoellard (RN) et Michel Seuret (RN) qui obtient 20,43 %. Il est important de souligner une abstention record lors de cette élection qui n'ont pas épargné le village de Grozon avec lors du premier tour 65,93 % d'abstention et au second, 68,14 %.

### Liste des maires de Grozon

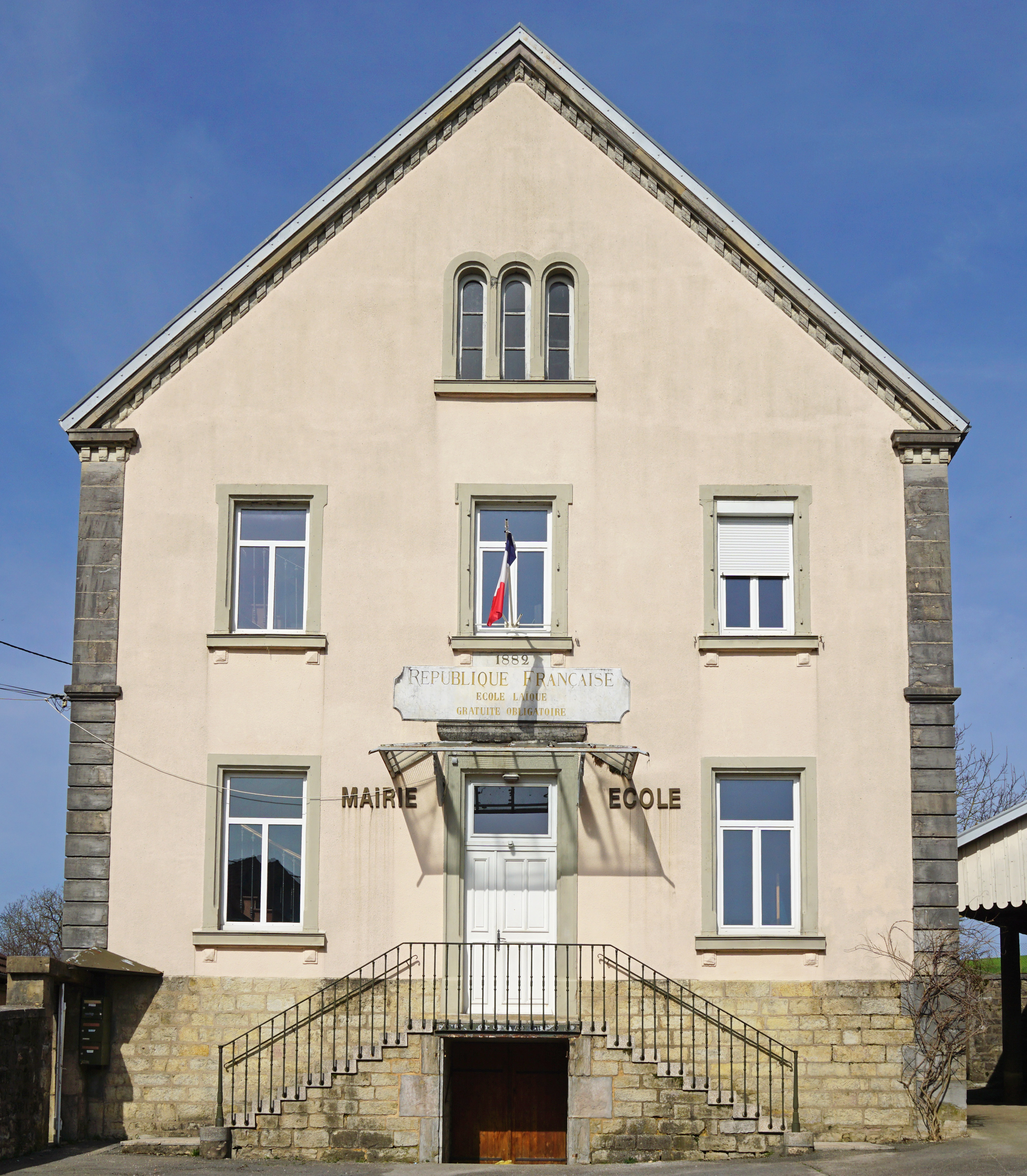
La mairie-école.

| Période   | Période   | Identité       | Étiquette | Qualité |
| --------- | --------- | -------------- | --------- | ------- |
| mars 2001 | mars 2008 | René Courtois  |           |         |
| mars 2008 | 2020      | Gérard Boudier | DVD       | Ouvrier |
| 2020      | En cours  | Bruno Robert   |           |         |

## Démographie
L'évolution du nombre d'habitants est connue à travers les recensements de la population effectués dans la commune depuis 1793. Pour les communes de moins de 10 000 habitants, une enquête de recensement portant sur toute la population est réalisée tous les cinq ans, les populations de référence des années intermédiaires étant quant à elles estimées par interpolation ou extrapolation. Pour la commune, le premier recensement exhaustif entrant dans le cadre du nouveau dispositif a été réalisé en 2008.

En 2022, la commune comptait 384 habitants, en évolution de −10,28 % par rapport à 2016 (Jura : −0,81 %, France hors Mayotte : +2,11 %).
| 1793 | 1800 | 1806 | 1821 | 1831 | 1836 | 1841 | 1846 | 1851 |
| ---- | ---- | ---- | ---- | ---- | ---- | ---- | ---- | ---- |
| 740  | 839  | 830  | 781  | 811  | 867  | 868  | 832  | 834  |

| 1856 | 1861 | 1866 | 1872 | 1876 | 1881 | 1886 | 1891 | 1896 |
| ---- | ---- | ---- | ---- | ---- | ---- | ---- | ---- | ---- |
| 787  | 821  | 836  | 781  | 784  | 768  | 702  | 661  | 599  |

| 1901 | 1906 | 1911 | 1921 | 1926 | 1931 | 1936 | 1946 | 1954 |
| ---- | ---- | ---- | ---- | ---- | ---- | ---- | ---- | ---- |
| 628  | 570  | 558  | 591  | 567  | 556  | 500  | 535  | 500  |

| 1962 | 1968 | 1975 | 1982 | 1990 | 1999 | 2006 | 2008 | 2013 |
| ---- | ---- | ---- | ---- | ---- | ---- | ---- | ---- | ---- |
| 498  | 496  | 452  | 423  | 405  | 396  | 462  | 481  | 444  |

| 2018 | 2022 | - | - | - | - | - | - | - |
| ---- | ---- | - | - | - | - | - | - | - |
| 412  | 384  | - | - | - | - | - | - | - |

## Lieux et monuments

### Voies de la commune
| 37 odonymes recensés à Grozon au 11 novembre 2013 | 37 odonymes recensés à Grozon au 11 novembre 2013 | 37 odonymes recensés à Grozon au 11 novembre 2013 | 37 odonymes recensés à Grozon au 11 novembre 2013 | 37 odonymes recensés à Grozon au 11 novembre 2013 | 37 odonymes recensés à Grozon au 11 novembre 2013 | 37 odonymes recensés à Grozon au 11 novembre 2013 | 37 odonymes recensés à Grozon au 11 novembre 2013 | 37 odonymes recensés à Grozon au 11 novembre 2013 | 37 odonymes recensés à Grozon au 11 novembre 2013 | 37 odonymes recensés à Grozon au 11 novembre 2013 | 37 odonymes recensés à Grozon au 11 novembre 2013 | 37 odonymes recensés à Grozon au 11 novembre 2013 | 37 odonymes recensés à Grozon au 11 novembre 2013 | 37 odonymes recensés à Grozon au 11 novembre 2013 | 37 odonymes recensés à Grozon au 11 novembre 2013 |
| Allée                                             | Avenue                                            | Bld                                               | Chemin                                            | Cours                                             | Impasse                                           | Montée                                            | Passage                                           | Place                                             | Quai                                              | Rd-point                                          | Route                                             | Rue                                               | Ruelle                                            | Autres                                            | Total                                             |
| ------------------------------------------------- | ------------------------------------------------- | ------------------------------------------------- | ------------------------------------------------- | ------------------------------------------------- | ------------------------------------------------- | ------------------------------------------------- | ------------------------------------------------- | ------------------------------------------------- | ------------------------------------------------- | ------------------------------------------------- | ------------------------------------------------- | ------------------------------------------------- | ------------------------------------------------- | ------------------------------------------------- | ------------------------------------------------- |
| 0                                                 | 0                                                 | 0                                                 | 4                                                 | 0                                                 | 1                                                 | 0                                                 | 0                                                 | 0                                                 | 0                                                 | 0                                                 | 2                                                 | 14                                                | 0                                                 | 16                                                | 37                                                |
| Notes « N »                                       | Notes « N »                                       | Notes « N »                                       | Néant                                             | Néant                                             | Néant                                             | Néant                                             | Néant                                             | Néant                                             | Néant                                             | Néant                                             | Néant                                             | Néant                                             | Néant                                             | Néant                                             | Néant                                             |
| Sources : rue-ville.info                          |                                                   |                                                   |                                                   |                                                   |                                                   |                                                   |                                                   |                                                   |                                                   |                                                   |                                                   |                                                   |                                                   |                                                   |                                                   |

### Édifices
- Plusieurs bâtiments recensés dans la base Mérimée : 
  - Les bâtiments de la saline[22] du XIXe siècle sont reconvertis en école maternelle, logements, salle des fêtes et bureau de poste au début du XXIe siècle. Les vestiges laissés par l'ancienne saline du haut Moyen Âge sont uniques en France[23],[24].
  - La carrière souterraine de gypse et la plâtrière[25].
  - L'oratoire[26] inscrit aux monuments historiques le 25 juin 1970.

Les bâtiments subsistants de la saline.
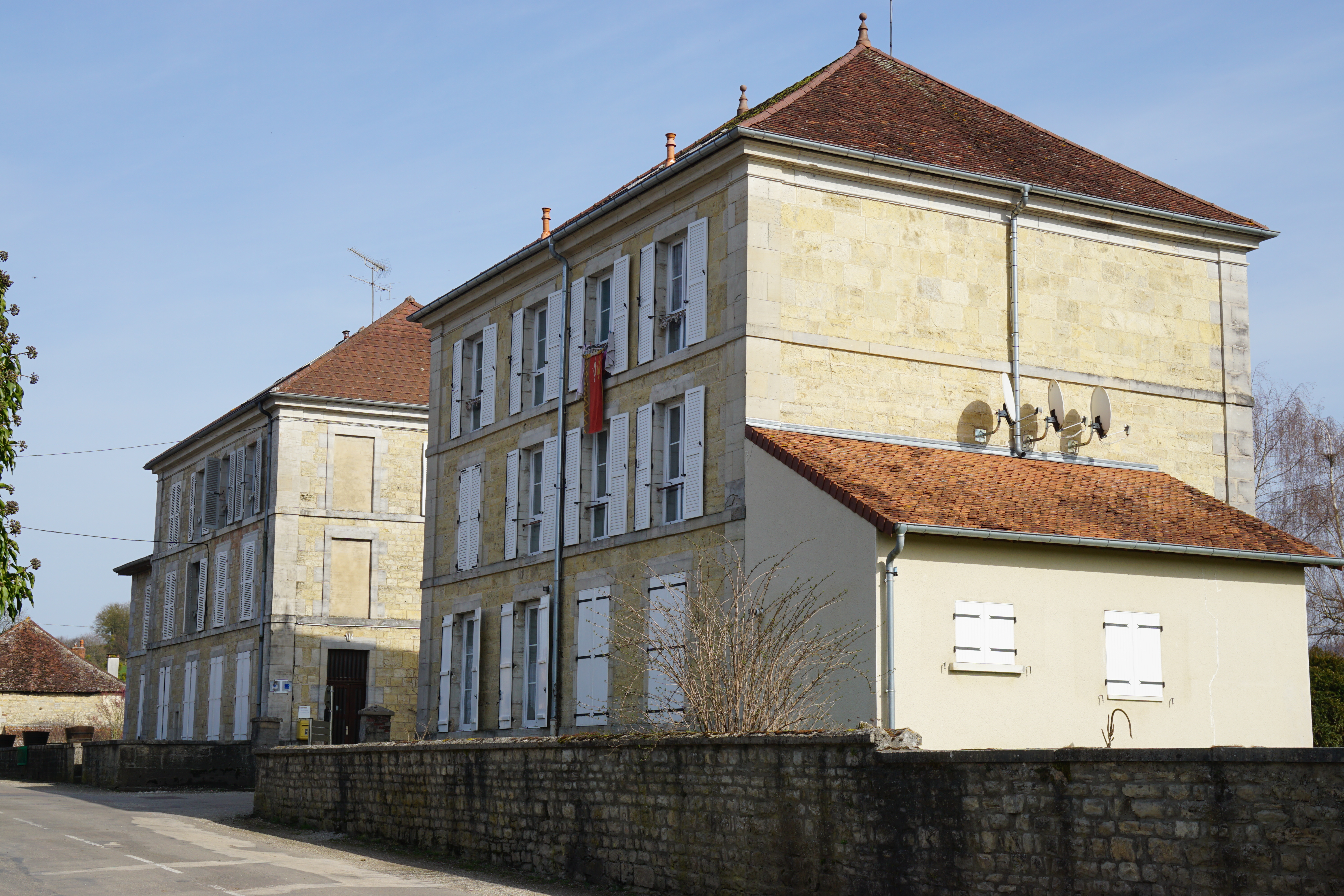
Les anciens bureaux et logements.
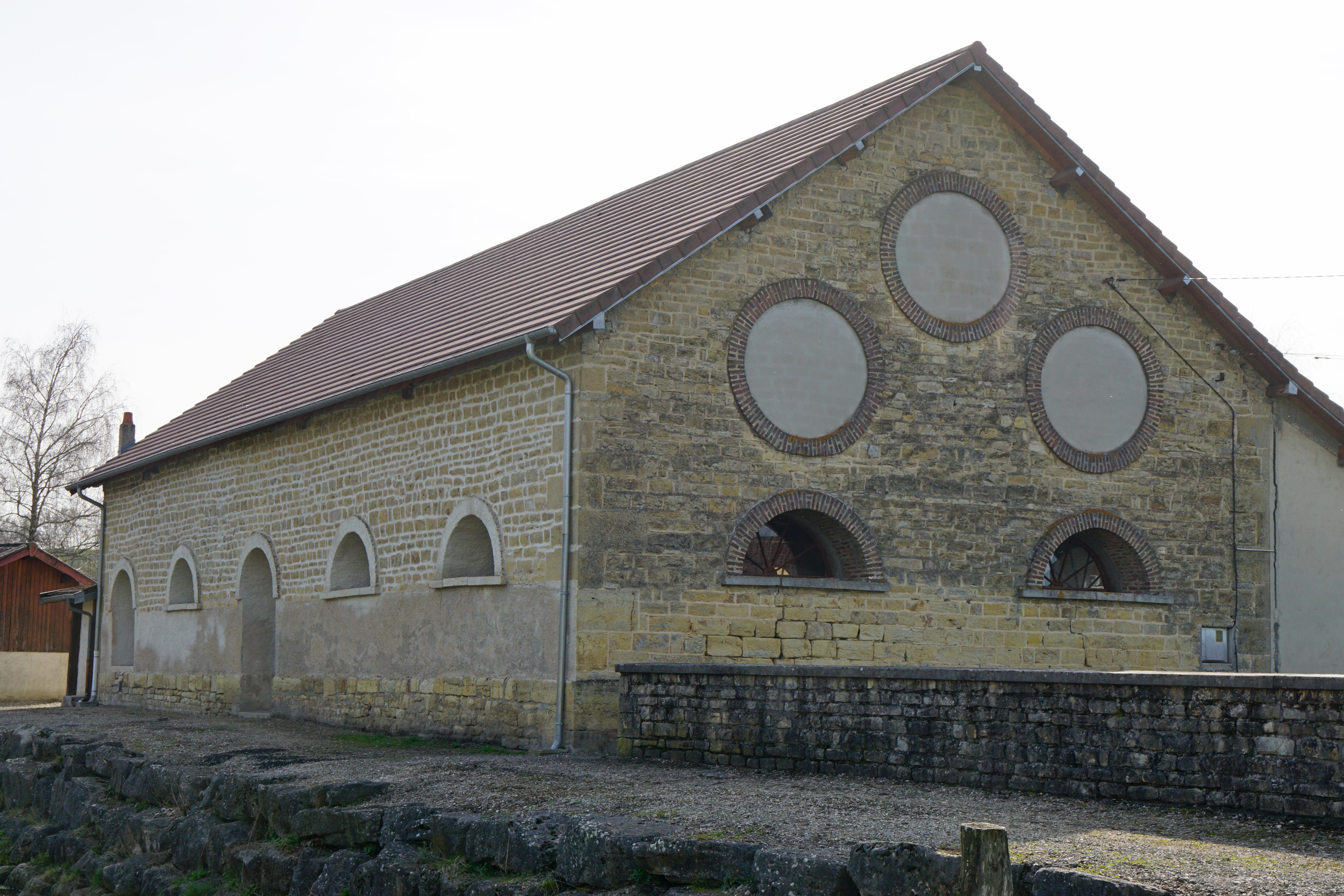
La salle des machines.
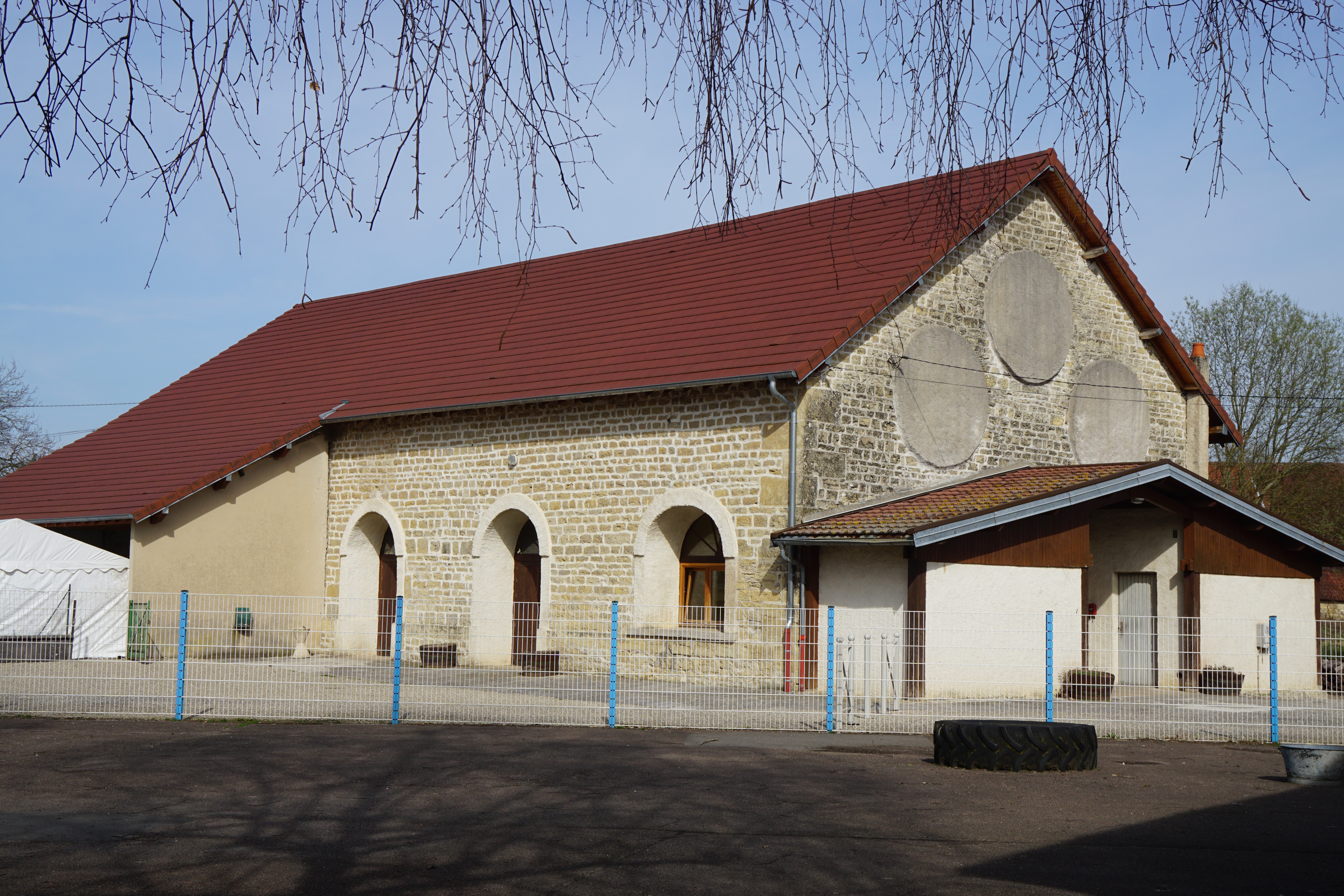
L'autre côté.
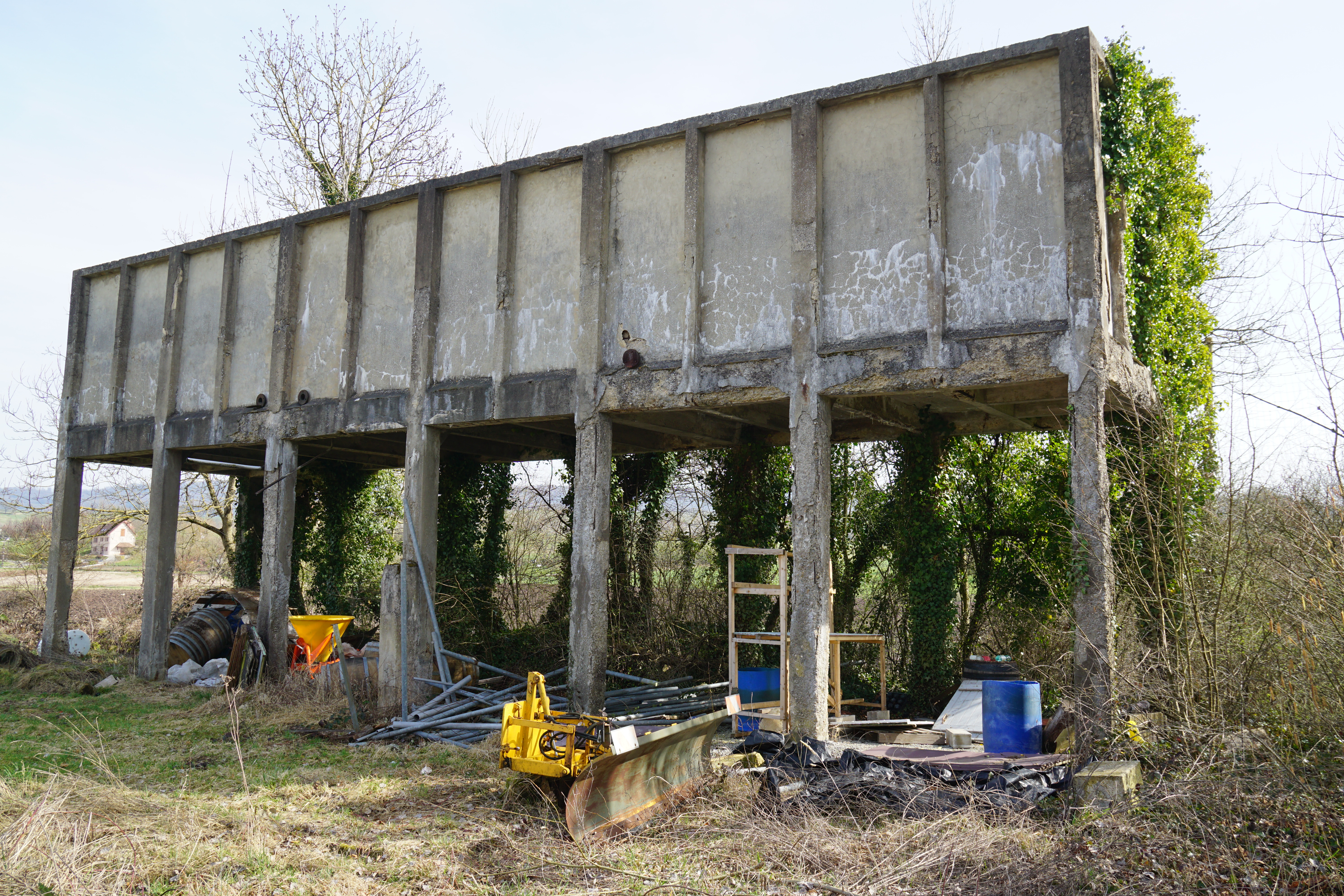
Les bacs à saumure.

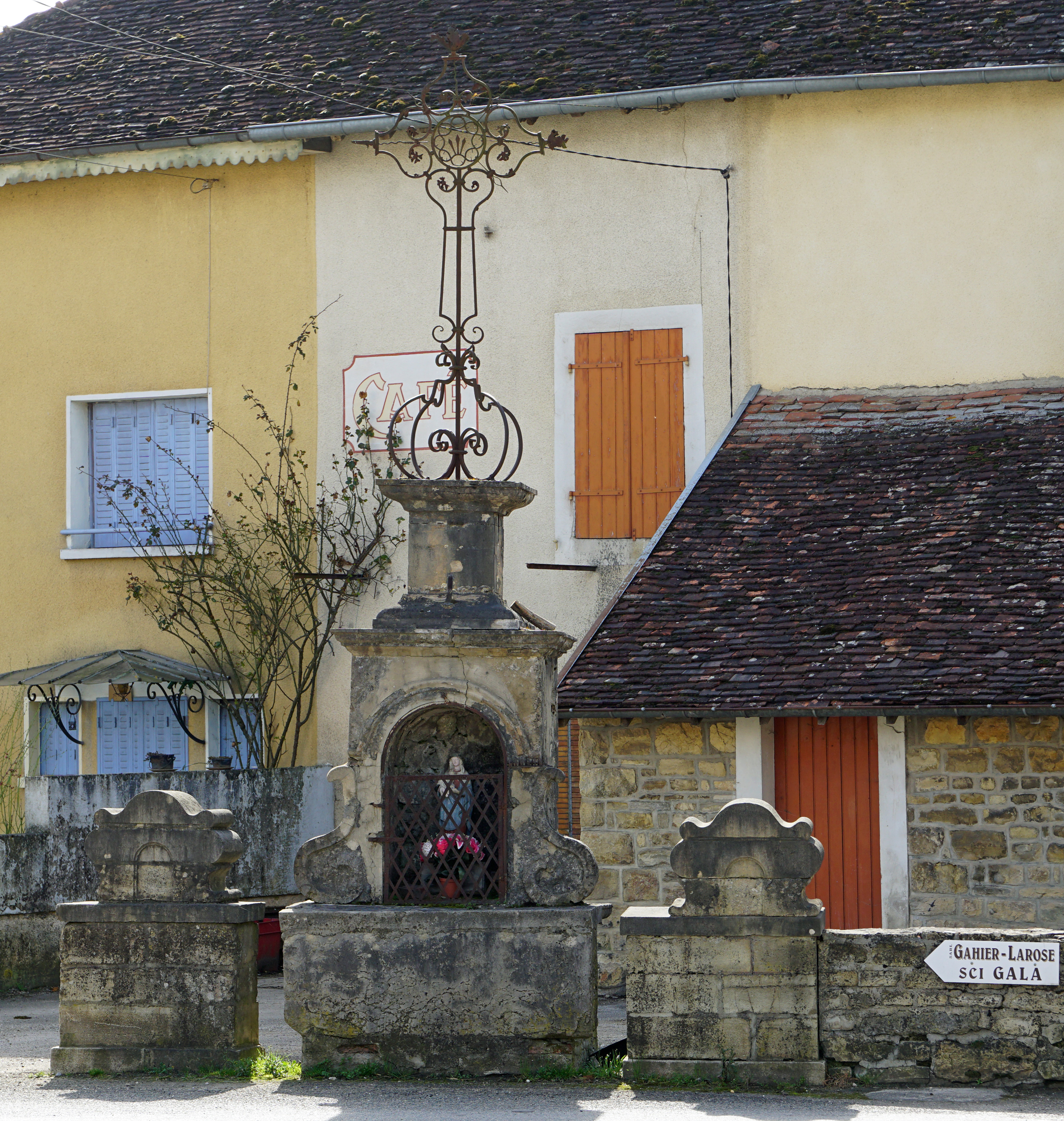
L'Église Notre-Dame.
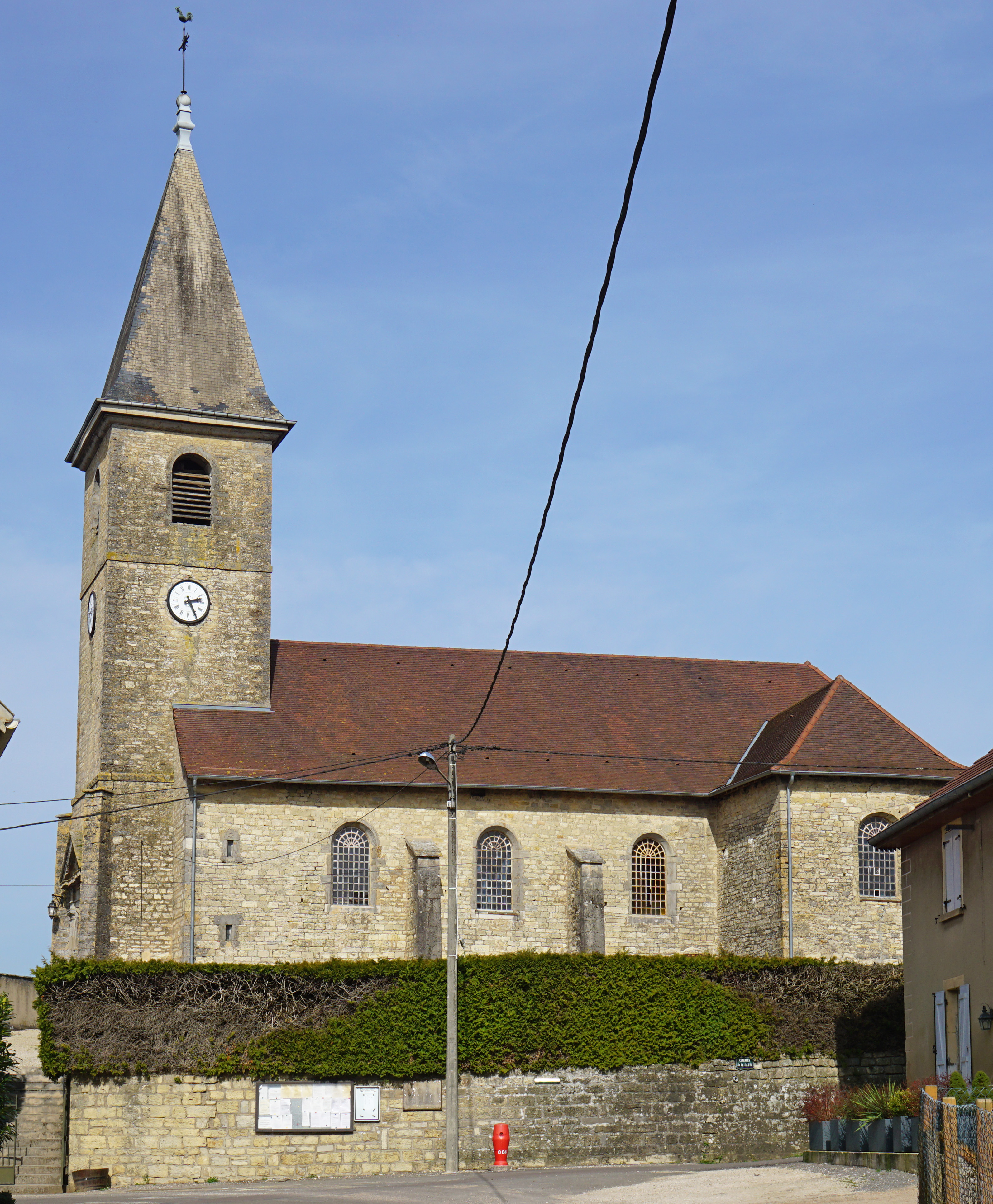
L'église.
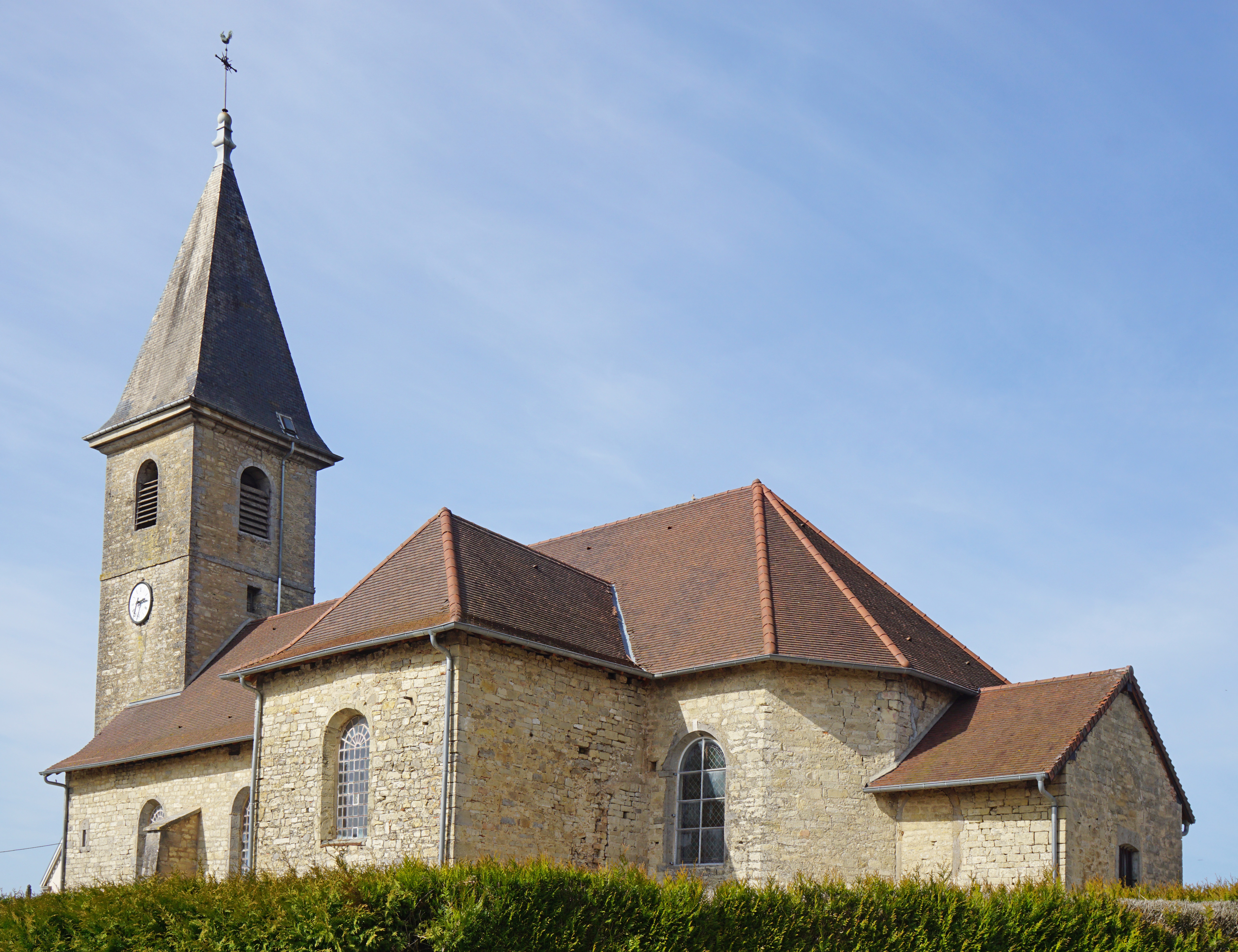
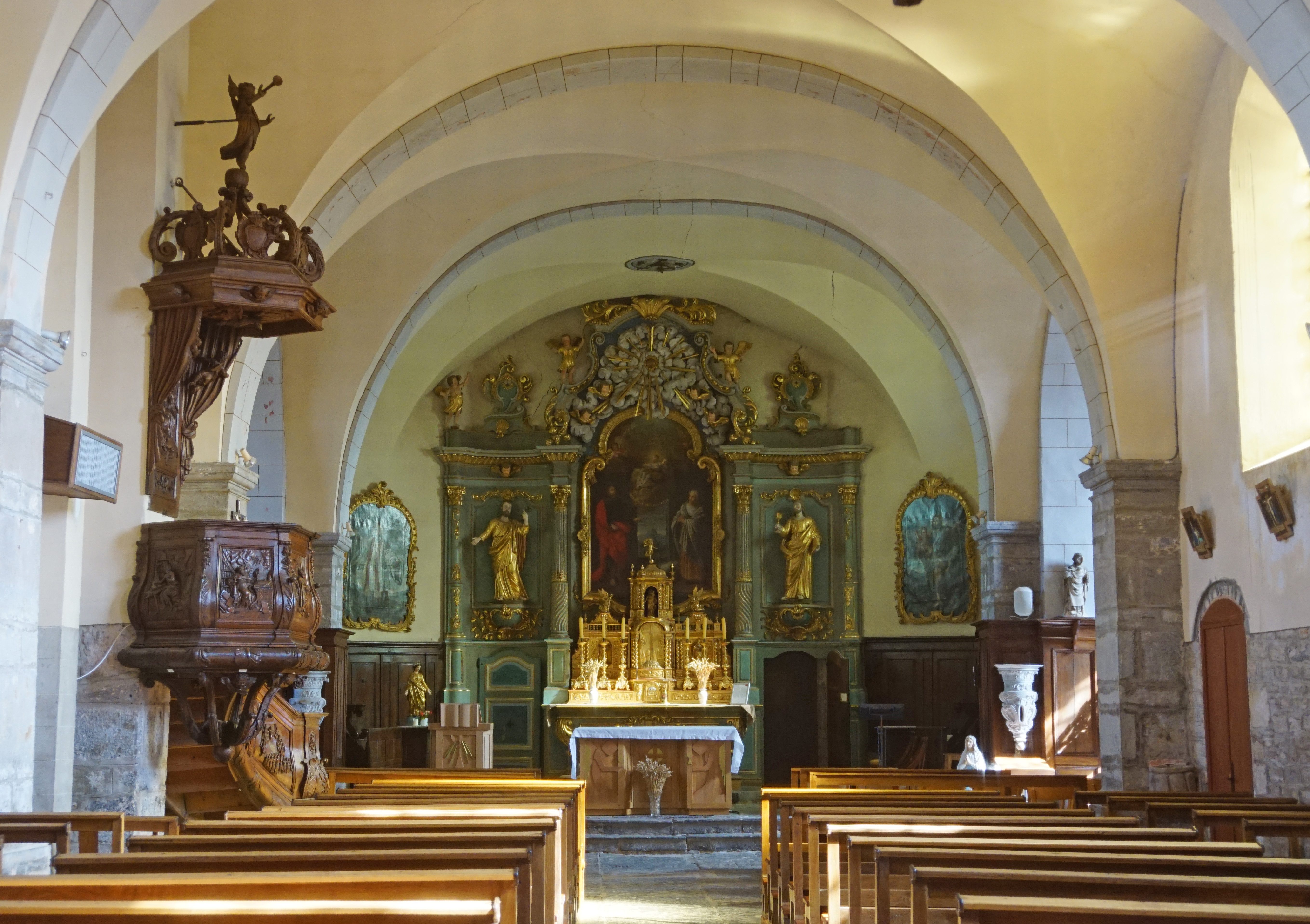

- L'oratoire.
- L'église.

- Les fontaines-abreuvoirs.

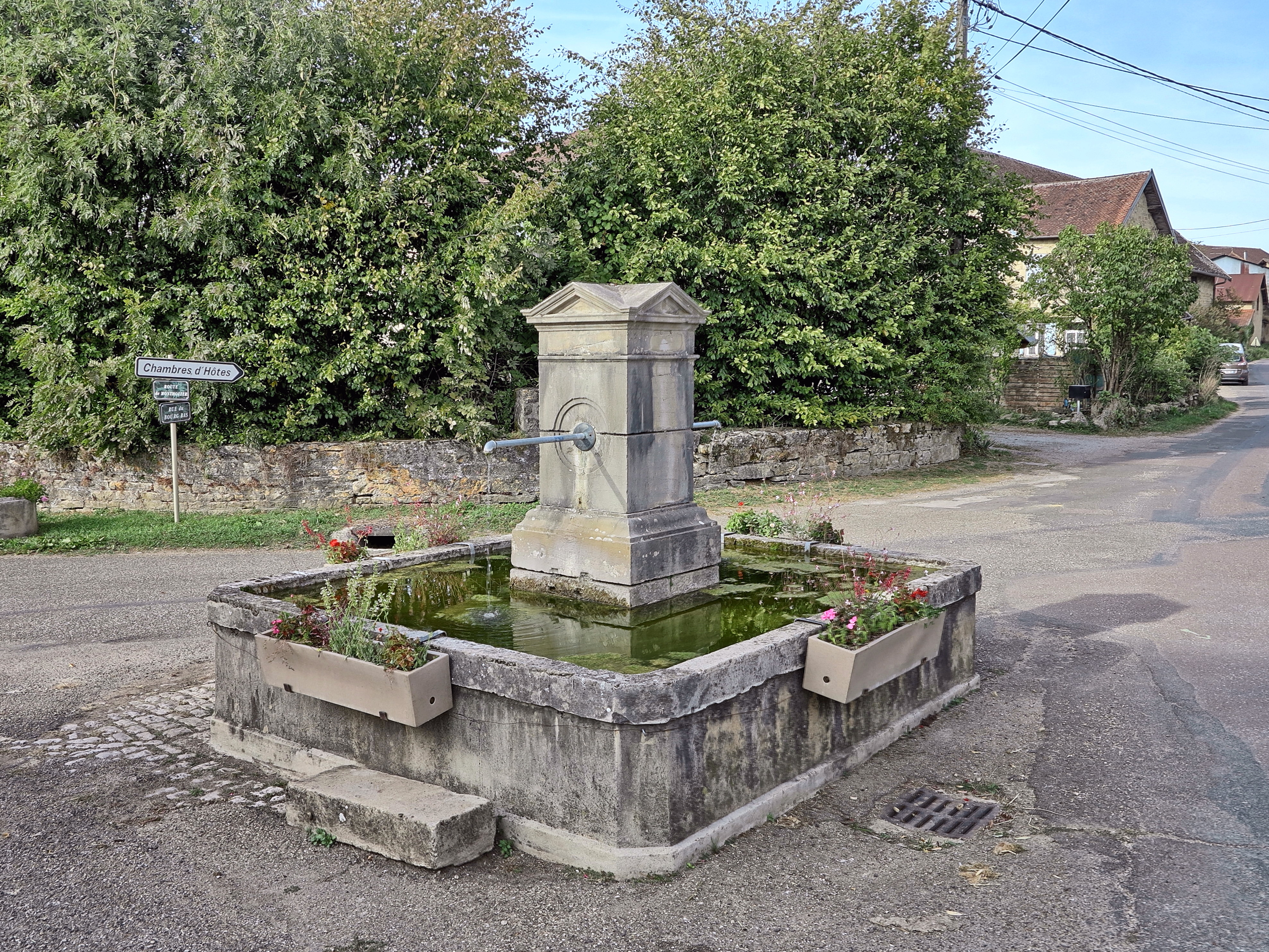
Fontaine rue du Bourg Bas.
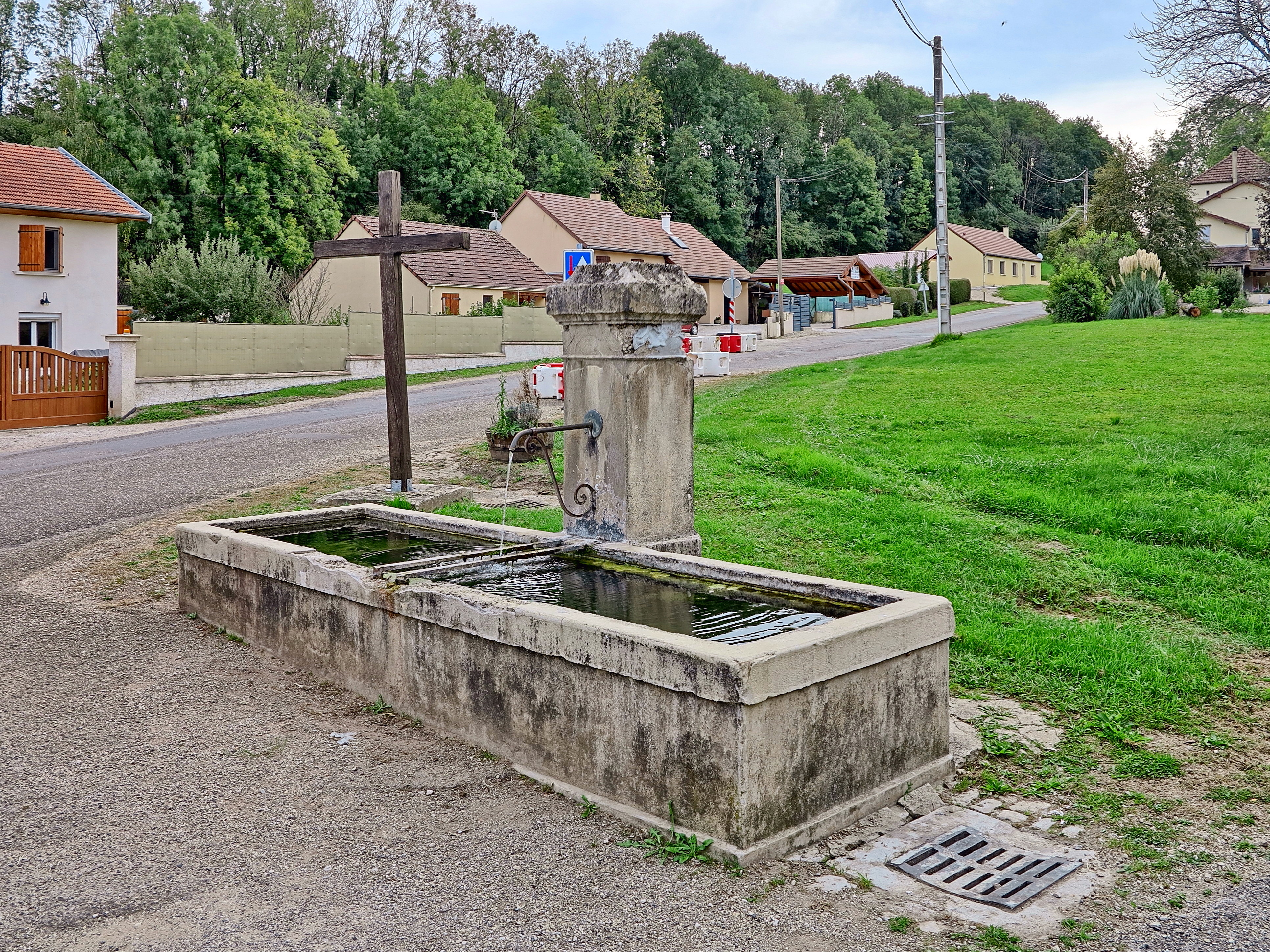
Fontaine rue de Chezelay.
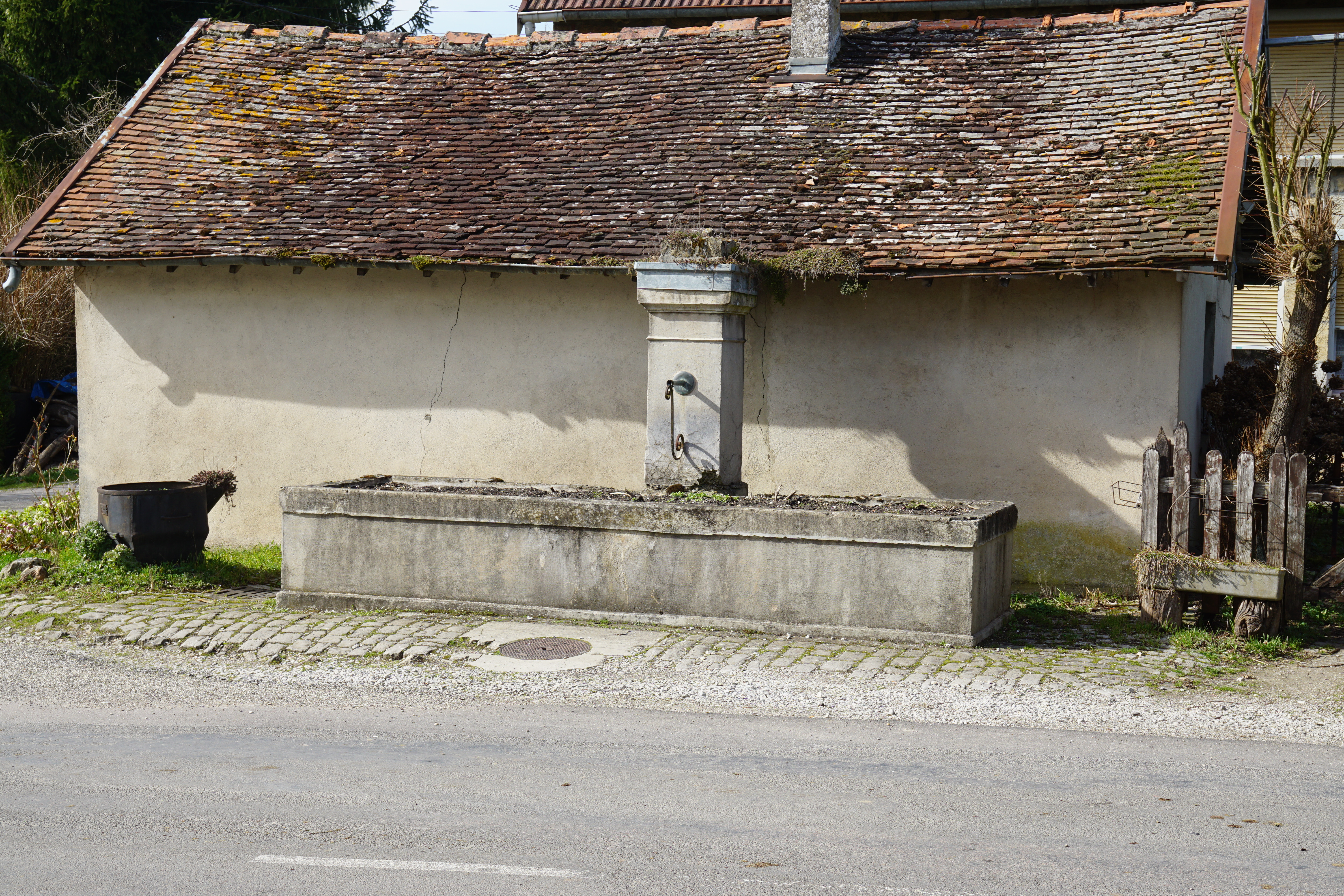
Fontaine rue des Salines.
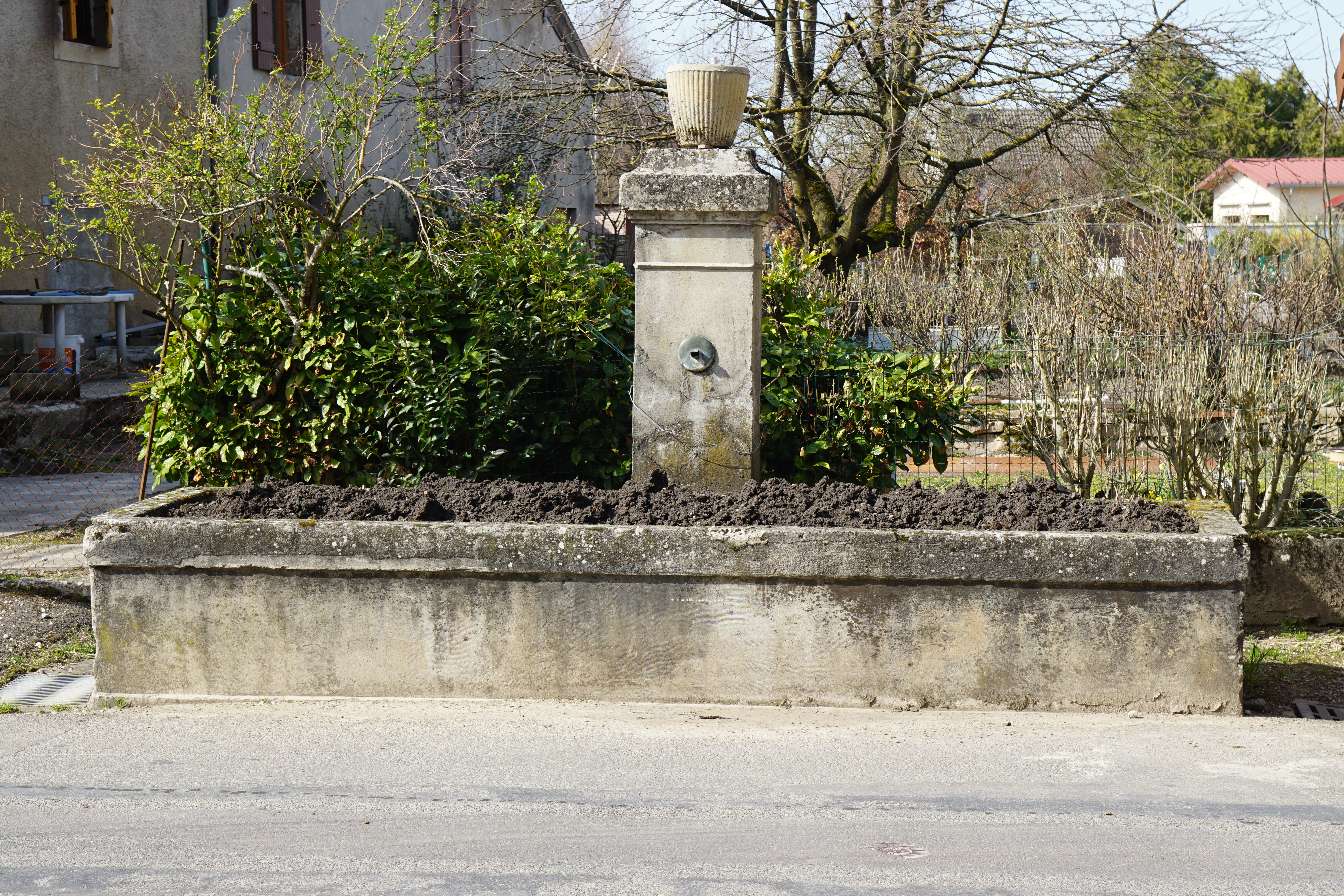
Fontaine Grande Rue
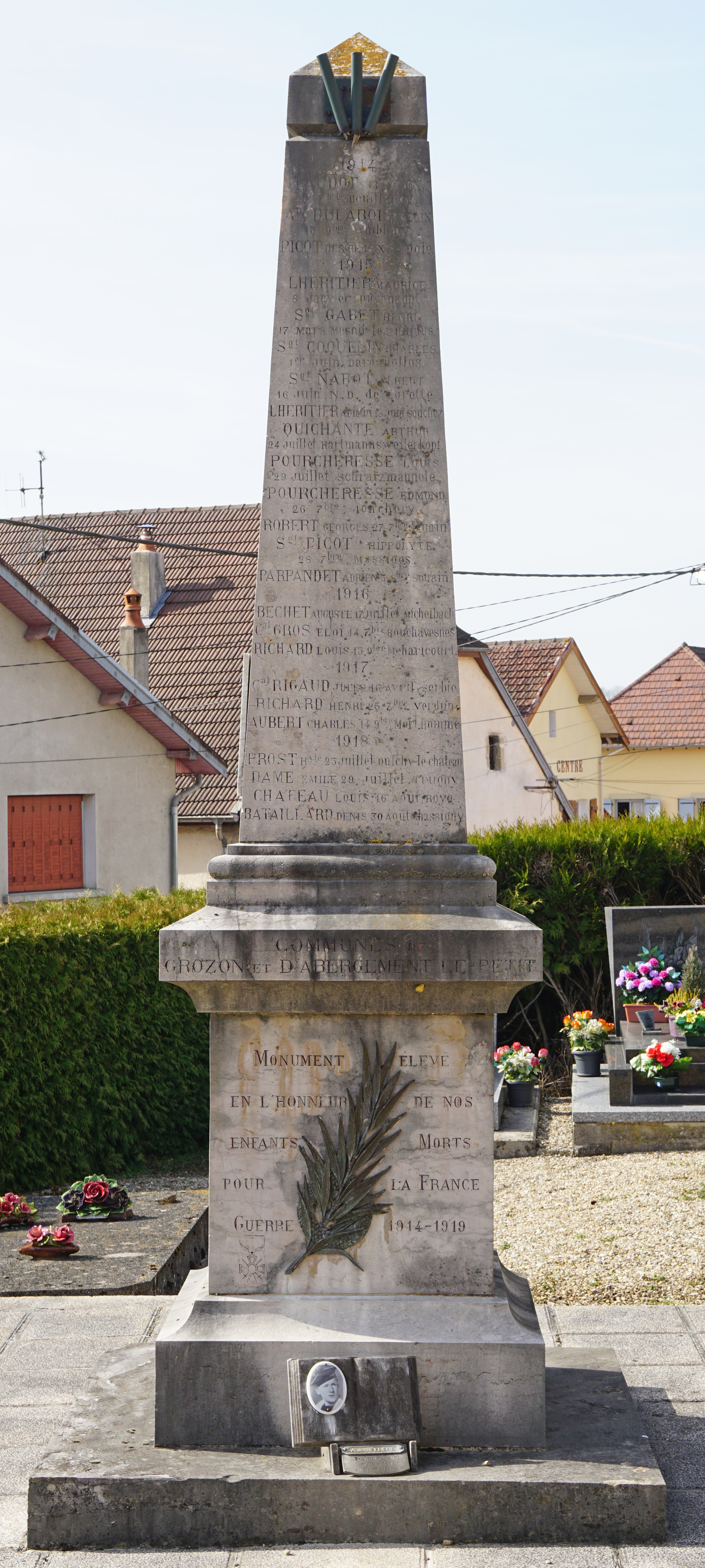
Monument aux morts.